# Сборная Комор по футболу
Сбо́рная Комо́рских Острово́в по футбо́лу представляет Коморские Острова на международных футбольных турнирах и в товарищеских матчах. Управляющая организация — Коморская федерация футбола. Несмотря на то, что годом рождения сборной считается 1979 год, членами КАФ «Целаканты» стали лишь в 2003 году. В 2022 году сборная Комор дебютировала на Кубке африканских наций.

## История
Сборная Коморских Островов является одной из слабейших сборных мира, ни разу не принимавшей участия в чемпионате мира. До 2005 года Коморы не участвовали в отборочных турнирах к чемпионату мира.
В 2022 году сборная Комор дебютировала в розыгрыше Кубка африканских наций, перенесённого с 2021 года.

## Матчи
| Соперник            | И | В | Н | П | ГЗ | ГП |
| ------------------- | - | - | - | - | -- | -- |
| Лесото              | 1 | 0 | 0 | 1 | 0  | 1  |
| Мадагаскар          | 6 | 0 | 0 | 6 | 2  | 22 |
| Маврикий            | 5 | 0 | 0 | 5 | 1  | 18 |
| Мальдивы            | 2 | 1 | 1 | 0 | 4  | 3  |
| Сейшельские Острова | 3 | 0 | 0 | 3 | 1  | 8  |
| Реюньон             | 6 | 1 | 1 | 4 | 3  | 13 |
| Джибути             | 1 | 1 | 0 | 0 | 4  | 2  |
| Йемен               | 1 | 0 | 0 | 1 | 0  | 2  |
| Малави              | 1 | 0 | 0 | 1 | 0  | 1  |
| Намибия             | 1 | 0 | 0 | 1 | 0  | 3  |

## Чемпионат мира
- С 1930 по 2006 — не принимала участия
- С 2010 по 2022 — не прошла квалификацию

## Кубок Африканских наций
- 1957 — 2008 — не принимала участия
- 2010 — не прошла квалификацию
- 2012 — не прошла квалификацию
- 2013 — не подавала заявку
- 2015 — не прошла квалификацию
- 2017 — не прошла квалификацию
- 2019 — не прошла квалификацию
- 2021 — 1/8 финала
- 2023 — не прошла квалификацию